# Sampsa Astala
Pour les articles homonymes, voir Kita (homonymie) et Astala.
 (janvier 2019).
Si vous disposez d'ouvrages ou d'articles de référence ou si vous connaissez des sites web de qualité traitant du thème abordé ici, merci de compléter l'article en donnant les références utiles à sa vérifiabilité et en les liant à la section « Notes et références ».

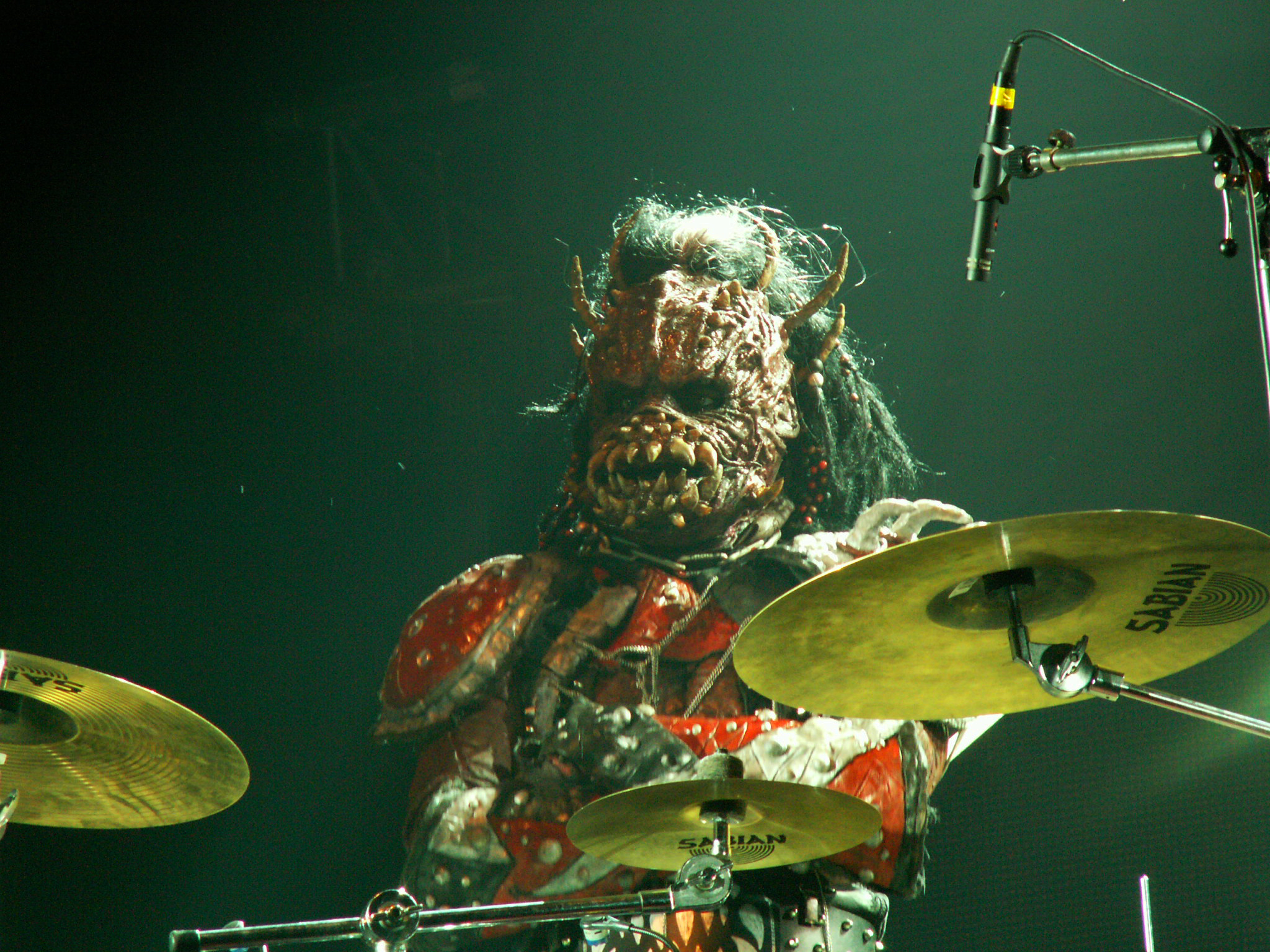
Kita à Anvers en octobre 2006.

Kita, de son vrai nom Sampsa Astala, est né le 23 janvier 1974 à Vantaa en Finlande. Il a été le batteur du groupe Lordi entre 2000 et 2010.
Kita, en finnois, signifie « gueule ». Son costume représente un extraterrestre.
Le 4 octobre 2010, Lordi a annoncé sur son site officiel que Kita avait décidé de quitter le groupe pour poursuivre sa propre carrière.

## Matériel
Kita joue sur batterie Yamaha :
- Deux grosses caisses 22, un tom bass 16, un tom bass 14, un tom médium 12, un tom alto 10 et une caisse claire 14 ;
- Une charleston 14, une crash 16, une spalsh 12, une crash 17, une crash 18, une ride 20, une china 18, une China Sabian AAX de 18", une cloche « Bongo Bell » noire et une cloche de vache à un stand.

## Discographie
Kita a participé aux six albums de Lordi:
- Get Heavy
- The Monsterican Dream
- The Monster Show (Best Of GH et TMD)
- The Arockalypse
- Deadache
- Babez For Breakfast